# MOLP
MOLP (Microsoft Open License Program), OLP – program licencyjny firmy Microsoft, umożliwiający instytucjom komercyjnym i organizacjom (z sektorów administracji państwowej, edukacji, służby zdrowia, organizacji charytatywnych i organizacji międzynarodowych) nabywanie na korzystnych warunkach grupowych licencji oprogramowania Microsoftu. Najpopularniejszy obok wersji Original Equipment Manufacturer.
Korzystny cenowo zwłaszcza dla edukacji, poza tym cenowo zbliżony do wersji BOX.
Obejmuje trzy programy (2013):
- Open
- Open Value (w dwu wariantach: 'company wide' i 'non-company wide')
- Open Value Subscription.